# ルシアン・ラリエール駅

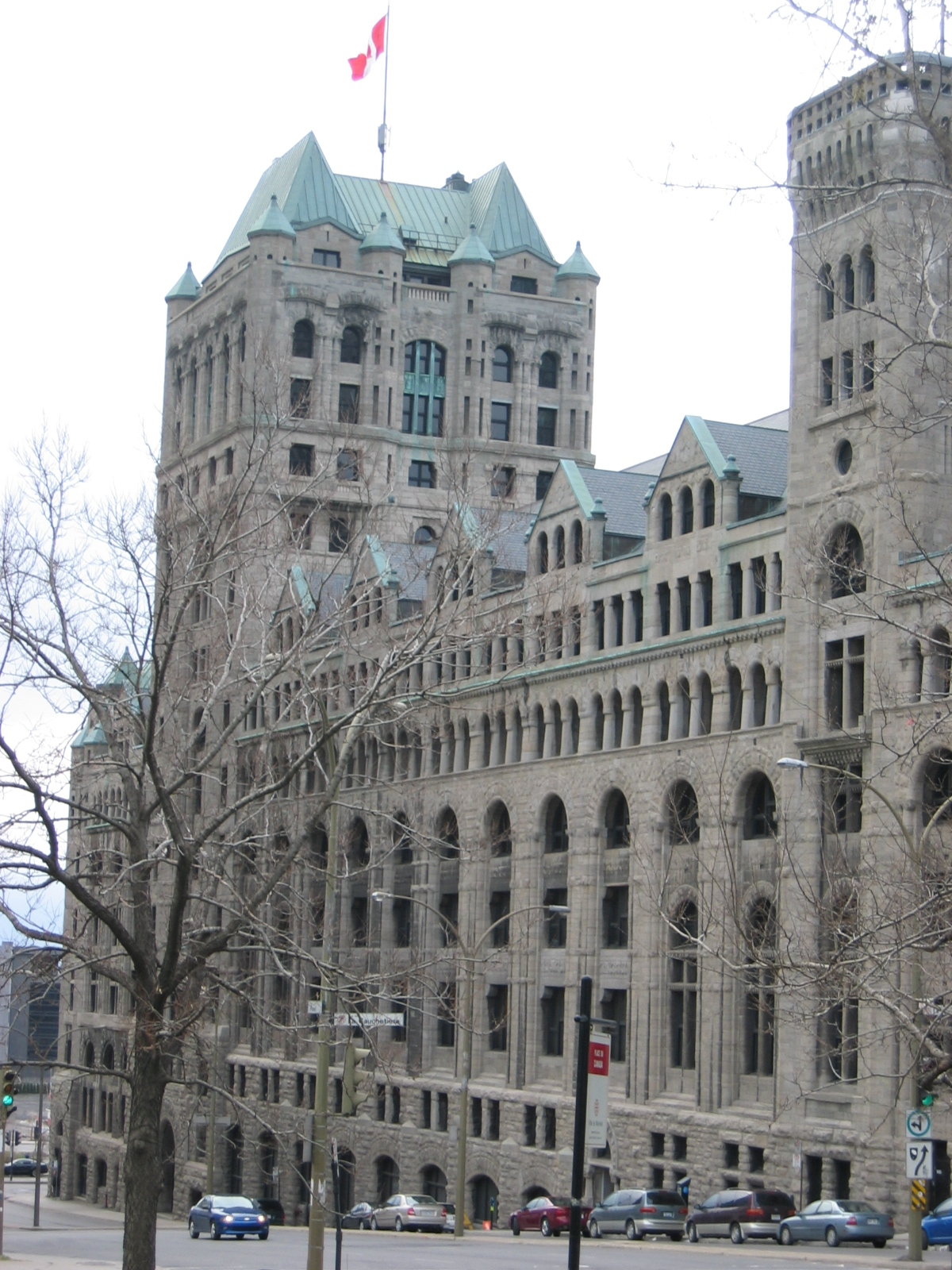
ウィンザー駅の建物

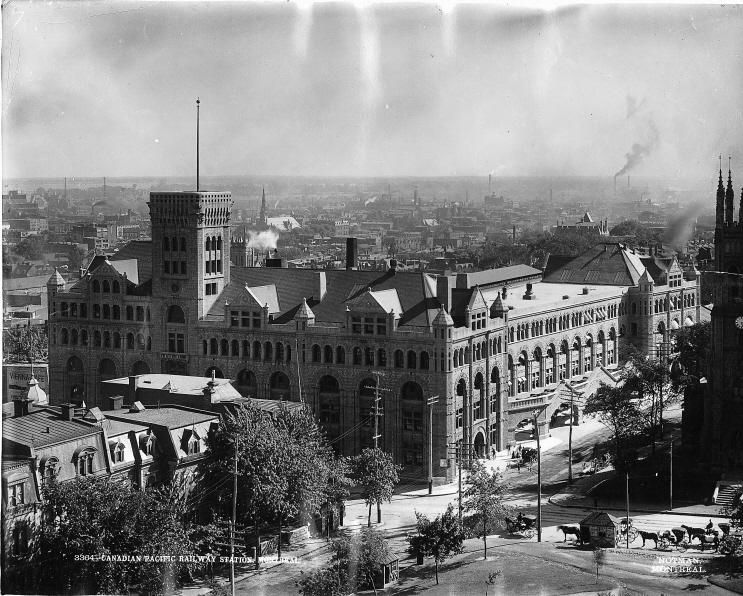
1900年のウィンザー駅

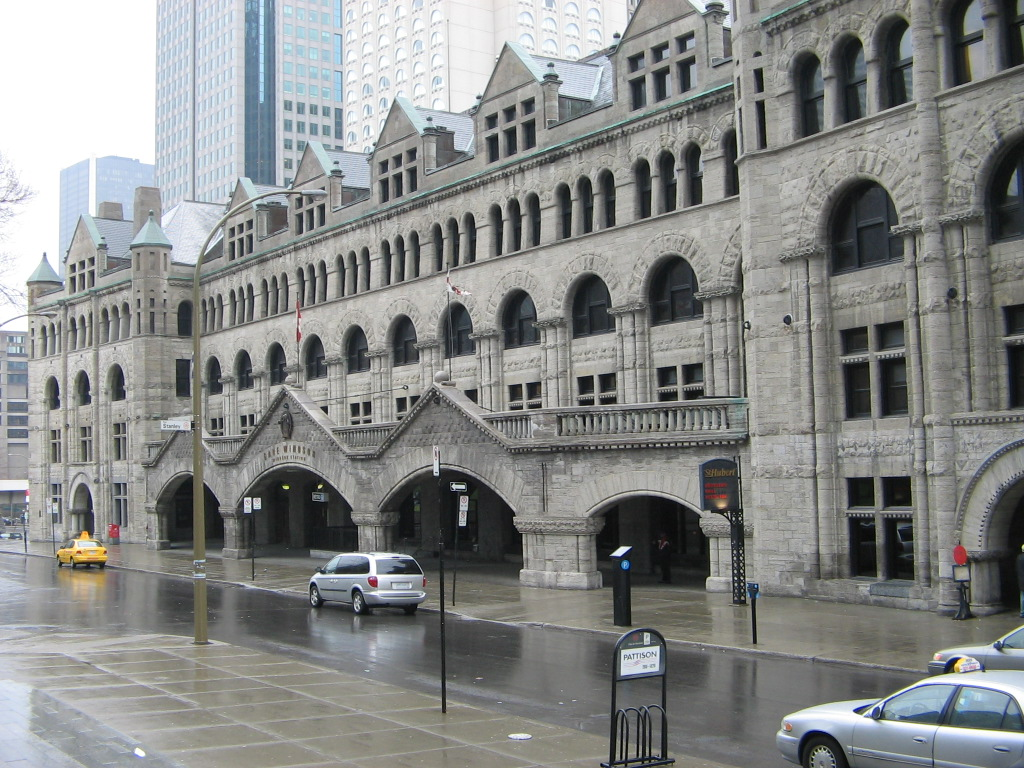
ウィンザー駅の入り口

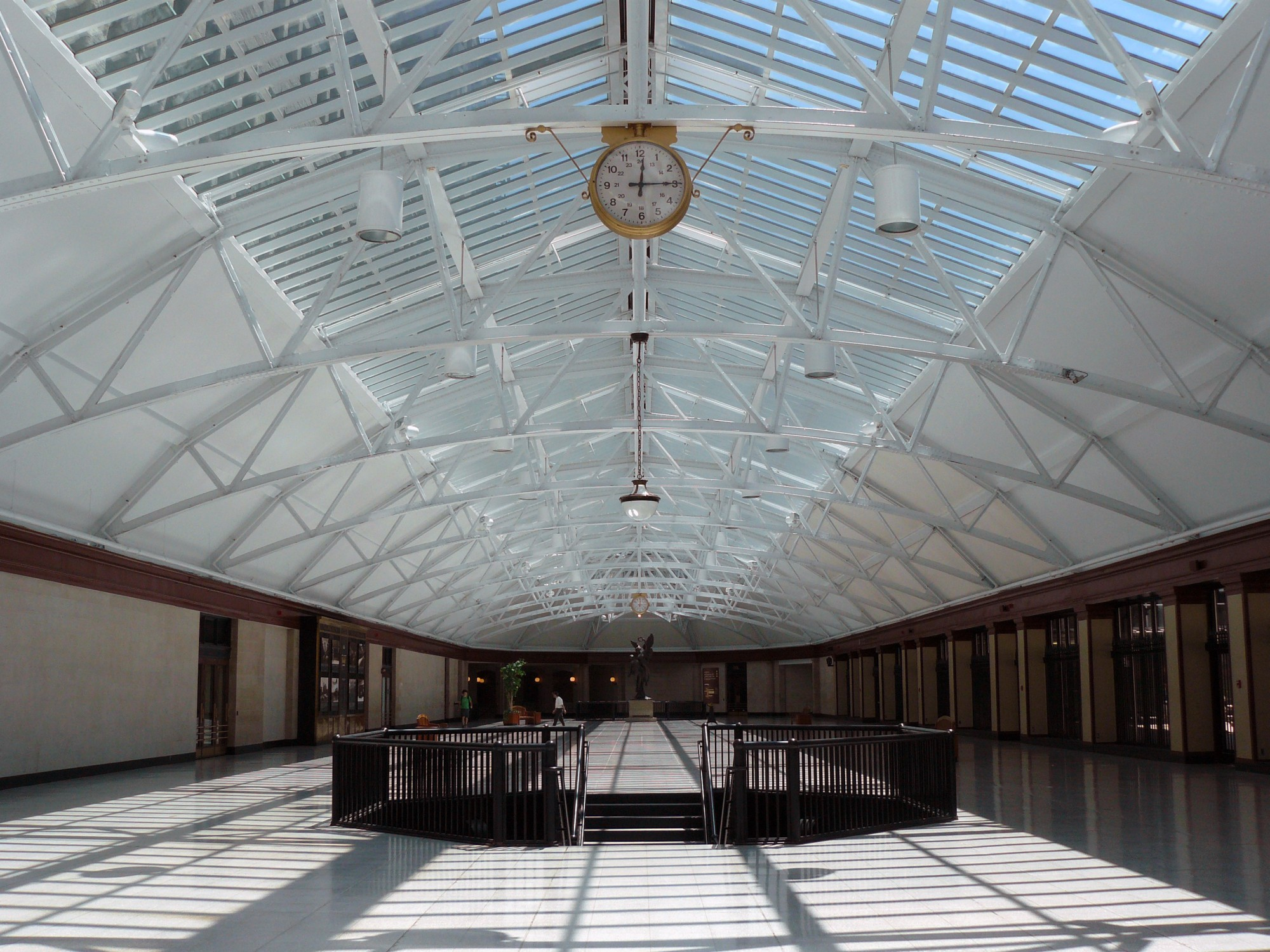
ウィンザー駅のコンコース跡

ルシアン・ラリエール駅（ルシアン・ラリエールえき）(Lucien-L'Allier)は、カナダ・ケベック州のモントリオールにある鉄道駅である。

## 歴史
- 1887年、カナダ太平洋鉄道(CPR)のウィンザー駅（Gare Windsor）として開業
- 1979年、旅客鉄道の運行がVIA鉄道に移管され、大部分の長距離列車はモントリオール中央駅に移管
- 1986年、アムトラック路線がモントリオール中央駅へ移管し長距離列車の運行停止し、近郊列車のみの運行となる。
- 1993年、ホーム部分が解体され跡地にアイスホッケー場のモルソンセンター（ベル・センター）の建設開始。
- 1996年、モルソンセンターが完成し、隣接する場所に現駅舎が完成。当駅に設置されていたカナダ太平洋鉄道の本社がカルガリーへ移転。
- 1997年、1月より近郊列車の運行開始。
- 2001年、駅名をウィンザー駅から隣接する地下鉄駅と同じルシアン・ラリエール駅に変更

かつてはカナダ太平洋鉄道(CPR)のウィンザー駅として長距離列車の発着もあったが、CPRの旅客部門がVIA鉄道に譲渡され、ウィンザー駅から西へ移した場所に駅が移動して、近郊列車のAMTの三つの路線のターミナル駅となった。2001年まではウィンザー駅と呼ばれていたが、地下鉄乗換駅と同じ、ルシアン・ラリエール駅へと改名された。ウィンザー駅の跡地には駅舎と一部のコンコースのみ残され、プラットホームや線路があった場所には1996年にアイスホッケー競技場であるベル・センターが建てられた。ウィンザー駅駅舎は歴史的建造物に指定されている。モントリオールの長距離列車のターミナル駅であるモントリオール中央駅とはモントリオール地下街と一体となっており地下通路で結ばれている。

## 乗り入れ路線

### 近郊列車(AMT)
- ■ RTM ヴォードゥルイユ・ハドソン線（英語版）
- ■ RTM サンジェローム線（英語版）
- ■ RTM カディアク線（英語版）

## 接続路線

### 地下鉄
- ■ 地下鉄 オレンジライン(ルシアン・ラリエール駅、ボナヴァンチュール駅）